# Station Złotów
Station Złotów is een spoorwegstation in de Poolse plaats Złotów.